# Rejon stanicki
Rejon stanicki – jednostka administracyjna w składzie obwodu ługańskiego Ukrainy.
Powstał w 1923 roku. Ma powierzchnię 1900 km² i liczy około 52 tysięcy mieszkańców. Siedzibą władz rejonu jest Stanica Ługańska.
W skład rejonu wchodzą 2 osiedlowe rady oraz 16 rad wiejskich, obejmujących w sumie 41 wsi i 6 osad.